# Hugo Scrayen
Hugo Scrayen (* 9. April 1942 in Wintershoven) ist ein ehemaliger belgischer Radrennfahrer und nationaler Meister im Radsport.

## Sportliche Laufbahn
Scrayen war im Bahnradsport und im Straßenradsport aktiv. Von 1962 bis 1967 war er Unabhängiger und Berufsfahrer. Als Amateur siegte er bei Gent–Wevelgem 1961 in dieser Klasse vor Frans Melckenbeeck, bei Rund in Berlin und holte einen Etappensieg in der Belgien-Rundfahrt für Amateure. 1962 gewann er das Eintagesrennen Brüssel–La Louvière–Brüssel und eine Etappe in der Belgien-Rundfahrt für Unabhängige, 1963 das Memorial Fred De Bruyne und den GP Zele. 1964 gewann er Gent–Audeghem sowie eine Etappe der Belgien-Rundfahrt. 1966 gewann er die nationale Meisterschaft der Interclubs. Zweiter wurde er 1962 bei Brüssel–Zepperen und 1966 im Omloop van Midden-Vlaanderen. In den Rennen der Monumente des Radsports war der 42. Platz in der Flandern-Rundfahrt 1964 sein bestes Resultat.
Auf der Bahn gewann er bei den Amateuren 1962 den Titel im Dernyrennen, bei den Profis 1964 in der Einerverfolgung vor Romain De Loof. Vizemeister wurde er im Omnium 1963, im Zweier-Mannschaftsfahren 1965. Bei Sechstagerennen wurde er 1963 Dritter in Antwerpen und in Brüssel.